# Lene Mykjåland
Lene Mykjåland (Kristiansand, Noruega; 20 de febrero de 1987) es una exfutbolista noruega. Jugó como delantera en los clubes noruegos Amazon Grimstad, Røa y LSK Kvinner, equipo donde se retiró en 2016. Defendió la camiseta de la selección noruega desde 2007 hasta su retiro, registrando más de 90 partidos internacionales.

## Clubes
| Club               | País           | Año         |
| ------------------ | -------------- | ----------- |
| Amazon Grimstad    | Noruega        | 2003 - 2005 |
| Røa IL             | Noruega        | 2005 - 2010 |
| Washington Freedom | Estados Unidos | 2010        |
| Røa IL             | Noruega        | 2011 - 2012 |
| LSK Kvinner FK     | Noruega        | 2013 -      |

## Palmarés

### Campeonatos nacionales
| Título          | Club           | País    | Año  |
| --------------- | -------------- | ------- | ---- |
| Copa de Noruega | Røa IL         | Noruega | 2006 |
| Toppserien      | Røa IL         | Noruega | 2007 |
| Toppserien      | Røa IL         | Noruega | 2008 |
| Copa de Noruega | Røa IL         | Noruega | 2008 |
| Toppserien      | Røa IL         | Noruega | 2009 |
| Toppserien      | LSK Kvinner FK | Noruega | 2014 |
| Copa de Noruega | LSK Kvinner FK | Noruega | 2014 |
| Toppserien      | LSK Kvinner FK | Noruega | 2015 |
| Copa de Noruega | LSK Kvinner FK | Noruega | 2015 |

### Distinciones individuales
| Distinción                        | Año  |
| --------------------------------- | ---- |
| Máxima goleadora de la Toppserien | 2009 |